# Shui Qingxia
Shui Qingxia (en chinois : 水庆霞) est une footballeuse internationale chinoise née le 18 décembre 1966 dans le Xian de Funing. Elle évolue au poste de milieu de terrain durant sa carrière.

## Biographie

### En club
Elle évolue notamment sous les couleurs du club de Shanghai Zhongyuan.

### En sélection
Shui est sélectionnée avec l'équipe de Chine pour participer à la Coupe du monde 1991. Elle dispute alors deux rencontres de la phase de poules.
Lors de la Coupe du monde 1995, elle prend part à quatre rencontres dont un quart de finale contre la Suède. La Chine finit alors à la troisième place.
Lors des Jeux olympiques en 1996, Shui joue durant toutes les rencontres soit les cinq matchs de la compétition. Elle est titularisée contre les États-Unis en finale : la Chine s'incline sur le score de 1-2 et est médaillée d'argent de la compétition.

### Entraîneure
Le 18 novembre 2021, elle est nommée à la tête de l'équipe de Chine, devenant ainsi la première femme chinoise à diriger l'équipe.
Elle dirige l'équipe chinoise victorieuse lors de la Coupe d'Asie féminine de 2022.